# Evangelisch-lutherisches Waisenhaus

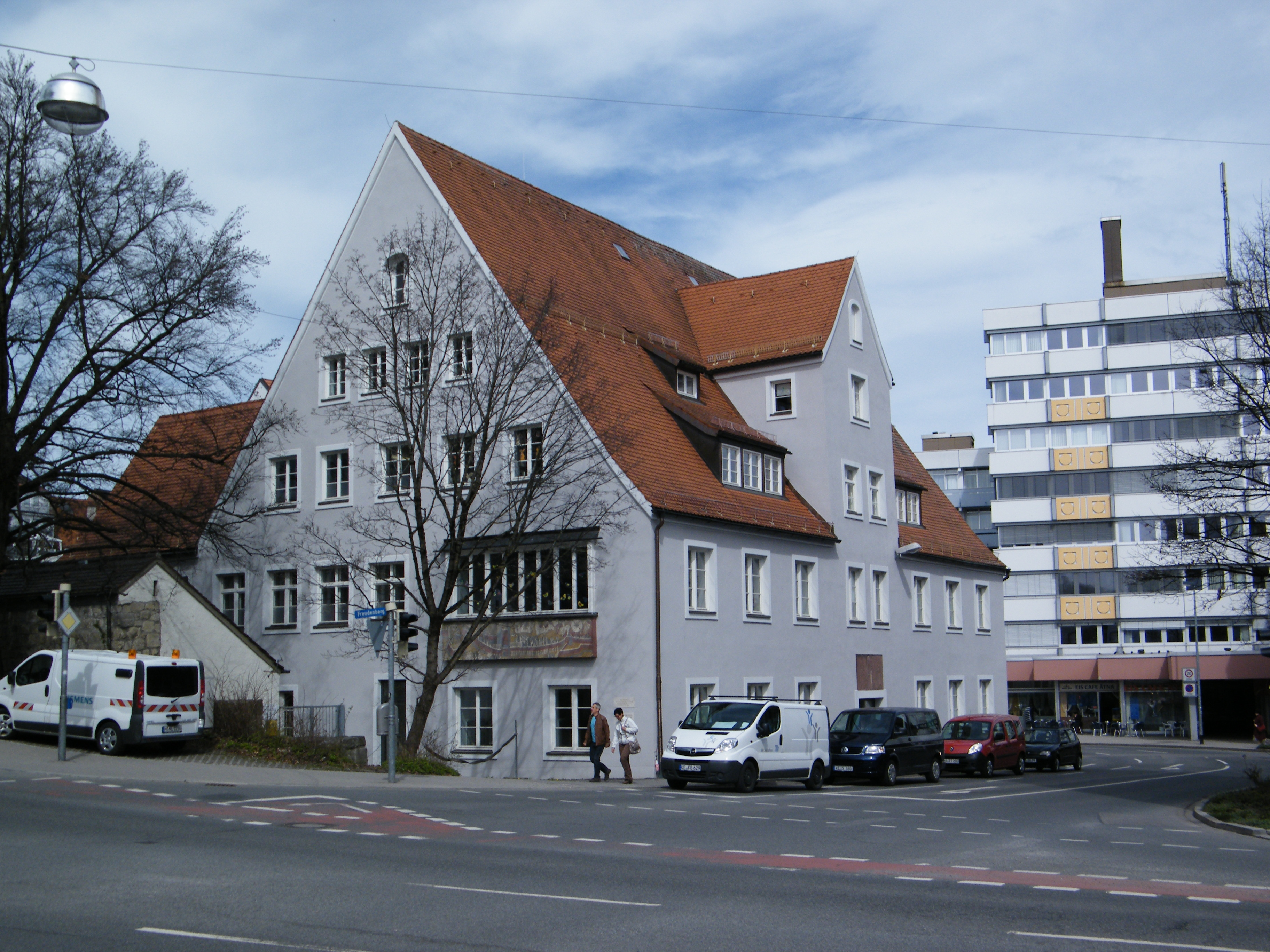
Das protestantische Waisenhaus in Kempten

Das Evangelisch-Lutherische Waisenhaus ist ein denkmalgeschützter Traufseitbau mit Satteldach und Zwerchhaus in Kempten. Das Gegenstück zum protestantischen Waisenhaus ist das Katholische Waisenhaus.

## Geschichte und Beschreibung
Auf der Hofseite befinden sich zwei niedrigere Querflügel. Das Waisenhaus wurde als Ersatz für ein durch den Dreißigjährigen Krieg zerstörtes Gebäude in den Jahren 1708 bis 1713 erbaut und befindet sich unmittelbar an der Stadtbefestigung von Kempten. Im Keller des Waisenhauses befindet sich das Verlies Kathreineloch. In dieses wurden Schwerverbrecher im Mittelalter inhaftiert.
Heute wird das ehemalige Waisenhaus als Nebengebäude zur Volksschule An der Sutt verwendet. Im Jahr 2011 wurde eine Brücke über den Schulhof vom Neu- zum Altbau der Schule errichtet. Auf der anderen Straßenseite befindet sich das wiedererrichtete Waisentor.